# Ichneumon pinquicornis
Ichneumon pinquicornis là một loài tò vò trong họ Ichneumonidae.